# Gotha G.IV
Il Gotha G.IV era un bombardiere strategico pesante biplano progettato dall'azienda tedesco imperiale Gothaer Waggonfabrik e prodotto, oltre che dalla stessa, dalla Siemens-Schuckert Werke ed Luftverkehrsgesellschaft (LVG) negli anni dieci del XX secolo.
Utilizzato principalmente dalla Luftstreitkräfte, la forza aerea tedesco imperiale, venne impiegato nelle azioni di bombardamento durante la prima guerra mondiale.

## Storia

### Sviluppo
L'esperienza con il precedente G.III dimostrò che la postazione difensiva in coda poteva non essere efficiente sia per la protezione dorsale che ventrale del velivolo. Per ovviare al problema il progettista Hans Burkhard ideò una soluzione, denominata tunnel Gotha, dove un'apertura consentiva di collegare la postazione della parte superiore della fusoliera con la parte inferiore e di consentire quindi al mitragliere un maggior raggio d'azione. Era possibile equipaggiare con una mitragliatrice da 7,92 mm una postazione ventrale tra l'abitacolo dei piloti e quella del mitragliere ma era una soluzione che, comportando un aggravio di peso, costringeva a diminuire il carico utile di bombe per cui era una soluzione che venne utilizzata raramente.
Il G.IV introdusse altre modifiche. La fusoliera è stata completamente ricoperta in pannelli di compensato, eliminando la parziale copertura di tela presente nel G.III. Benché non fosse questo lo scopo di questa modifica, venne rilevato che la nuova soluzione avrebbe permesso alla fusoliera a stare a galla per un po' di tempo in caso di atterraggio forzato sull'acqua. Inoltre, le lamentele circa il difficile controllo laterale, in particolare in fase di atterraggio, suggerì di dotare di alettoni anche l'ala inferiore.
Nel novembre 1916, la Gothaer ricevette un ordine di produzione per 35 esemplari, successivamente aumentato a 50 nel febbraio 1917. Ulteriori 80 velivoli furono ordinati alla Siemens-Schuckert Werke (SSW) e 100 alla Luftverkehrsgesellschaft (LVG). Rispetto alla produzione Gothaer, gli esemplari realizzati su licenza risultarono leggermente più pesanti e più lenti degli originali in quanto una specifica emessa dall'Idflieg ne richiese un irrobustimento della cellula.
Al fine di recuperare questo vantaggio la SSW realizzò una serie di prototipi ampiamente modificati dal modello originale, tra i quali uno che adottava una soluzione propulsiva affidata al gruppo motore in configurazione traente invece che spingente, uno che adottava un settore aggiunto alla struttura alare, due in cui avevano introdotto un nuovo profilo alare ed uno che aveva motori equipaggiati con un compressore. Nessuna di queste soluzioni però riuscì ad essere sufficientemente collaudata prima del termine del conflitto.
I successivi esemplari di costruzione SSW erano normalmente equipaggiati con il stossfahrgestell, un carrello supplementare posizionato sotto il muso e un'aletta correttrice Flettner sviluppati per la successiva versione G.V.
La LVG affrontò il calo delle prestazioni in modo diverso, compensando il maggior peso della coda aumentando l'angolo di freccia delle ali.
A causa di ritardi di produzione, gli ultimi G.IV realizzati da SSW ed LVG erano oramai superati nel ruolo di bombardiere e molti di questi, equipaggiandoli con motori di minore potenza (Argus As.III o NAG C.III), vennero quindi destinati alla formazione degli equipaggi da bombardamento. Inoltre, gli esemplari SSW destinati all'addestramento vennero modificati spostando i serbatoi di combustibile dalle gondole motori all'interno della fusoliera, soluzione adottata anche nei G.V.

### Impiego operativo

#### Periodo bellico
I primi G.IV vennero consegnati ai reparti dal marzo 1917, il Kagohl 1, che venne redisegnato Kagohl 3 al momento della presa in carico dei nuovi velivoli, e destinati ad essere immediatamente utilizzati durante l'operazione Türkenkreuz, il bombardamento strategico di Londra. Tuttavia il loro battesimo operativo dovette essere rimandato a causa di un difetto riscontrato nel motore dato dai cuscinetti a sfera e che comportarono la sostituzione degli stessi. Inoltre la presenza di venti contrari imposero la necessità di equipaggiare i velivoli con serbatoi di combustibile supplementari che, si scoprì in seguito, non riuscivano a fornire tutta la capacità per cronici problemi di pescaggio insiti nella progettazione.
Circa 30 esemplari realizzati dalla LVG e destinati alla k.u.k. Luftfahrtruppen furono equipaggiati con motori Hiero 6 e mitragliatrici Schwarzlose da 8 mm. Un esemplare venne anche equipaggiato, a scopo sperimentale, con un cannone Becker da 20 mm e destinato al ruolo di attacco al suolo.

#### Periodo post-bellico
Durante le vicende belliche legate alla sollevazione della Grande Polonia del 1918-19, le forze armate polacche trovarono un G.IV abbandonato presso Poznań. Dopo averlo riparato venne assegnato alla 21. Eskadra Niszczycielska (21º Squadrone distruttori) Siły Powietrzne. Giunto al reparto il 30 aprile 1920 venne utilizzato operativamente durante la Guerra sovietico-polacca durante l'estate dello stesso anno ma ben presto ritirato a causa della mancanza di pezzi di ricambio.
Tutti gli altri bombardieri Gotha superstiti vennero distrutti in conformità con i termini del trattato di Versailles.

## Utilizzatori

### Periodo bellico
Austria-Ungheria
- k.u.k. Luftfahrtruppen

 Germania
- Luftstreitkräfte

### Periodo post bellico
Paesi Bassi
- Luchtvaartafdeling

 Polonia
- Siły Powietrzne